# 維利希夫奇克河
維利希夫奇克河（烏克蘭語：Вільхівчик），是烏克蘭的河流，位於該國西部，屬於泰雷斯瓦河的右支流，流經外喀爾巴阡州，河道全長14公里，流域面積22平方公里。